# Hartmut Weber (Leichtathlet)
Hartmut Weber (* 17. Oktober 1960 in Kamen) ist ein ehemaliger deutscher Leichtathlet, der – für die Bundesrepublik startend – in den 1980er Jahren ein erfolgreicher 400-Meter-Läufer war. Er wurde 1982 Doppel-Europameister im Einzelrennen und in der Staffel und gewann 1983 Weltmeisterschafts-Silber mit der Staffel.

## Berufsweg
Nach seiner Sportkarriere war der Diplom-Verwaltungswirt (FH) zunächst von 1986 bis 1992 bei der Stadtverwaltung Kamen in verschiedenen Ämtern im Einsatz und 1992/1993 Schwerpunktprüfer im Rechnungsprüfungsamt der Stadt Weinheim. Es folgten zehn Jahre als Leiter des Bereichs Finanzen/Verwaltung beim Württembergischen Landessportbund. Von 2003 bis 2017 war Weber beim Deutschen Handballbund (DHB) Referatsleiter Finanzen, Personal und Verwaltung. Seit 1. Januar 2017 ist er Abteilungsleiter Finanzen der Kirchenkreisverwaltung Nordfriesland. Ende November 2020 wurde er zum Präsidenten des Schleswig-Holsteinischen Leichtathletik-Verbandes (SHLV) gewählt.
Weber ist Vorstandsmitglied der Freunde der Leichtathletik und betreut seit 2013 in Kooperation mit dem Deutschen Leichtathletik-Verband ehrenamtlich ein bundesweites Projekt zur Förderung von Nachwuchsathleten auf der Stadionrunde.

## Sportlicher Werdegang
Weber wurde im Jugendbereich Deutscher Meister über 400 Meter und 400 Meter Hürden. Bei den Junioreneuropameisterschaften in Bydgoszcz gewann er 1979 über 400 Meter und mit der 4-mal-400-Meter-Staffel Gold. Im Erwachsenenbereich siegte er mit der DLV-Staffel beim Europacup in Turin. Im Jahr darauf gehörte er als Neunzehnjähriger der Staffel an, die Weltjahresschnellste war, aber wegen des Boykotts nicht bei den Olympischen Spielen in Moskau startete.
1981 gewann er über 400 Meter beim Europacup in Zagreb. Beim Weltcup in Rom startete er für die Mannschaft Europas und wurde Vierter über 400 Meter und Zweiter mit der Staffel. Im Jahr darauf siegte er bei den Europameisterschaften in Athen sowohl im Einzel, als auch mit dem DLV-Quartett. In Athen stellte Weber mit 44,72 s auch seine persönliche Bestleistung über 400 Meter auf. 1983 siegte er erneut beim Europacup, der in London ausgetragen wurde. Bei den Weltmeisterschaften in Helsinki wurde er Fünfter und gewann mit der DLV-Staffel die Silbermedaille. Für die Olympischen Spiele 1984 wurde er nominiert. Wegen einer Verletzung musste er jedoch vorzeitig aus Los Angeles abreisen.
Hartmut Weber war 1981, 1983 und 1984 Deutscher Hallenmeister über 400 Meter und 1982 wurde er Deutscher Hallenmeister mit der 4-mal-400-Meter-Staffel. Im Freien holte sich Weber 1981 und 1983 den Meistertitel über 400 Meter und 1980, 1982 sowie 1984 die Vizemeisterschaft hinter Erwin Skamrahl.
In seiner aktiven Zeit war er 1,86 m groß und wog 70 kg.

## Vereinszugehörigkeit
Weber gehörte zunächst dem VfL Kamen an, ab 1977 dem OSC Dortmund und ab 1983 wieder dem VfL Kamen.

## Internationale Erfolge
- 1979: Junioreneuropameisterschaften
  - Platz 1 im 400-Meter-Lauf (45,77 s)
  - Platz 1 mit der 4-mal-400-Meter-Staffel (zusammen mit Uwe Schmitt, Edgar Nakladal und Thomas Giessing)
- 1979: Europacup in Turin
  - Platz 1 mit der 4-mal-400-Meter-Staffel in Weltjahresbestleistung (zusammen mit Franz-Peter Hofmeister, Lothar Krieg und Harald Schmid)
- 1980: Olympische Spiele
  - Mitglied der Olympiamannschaft (aber Boykott)
- 1981: Europacup
  - Platz 1 im 400-Meter-Lauf (45,32 s)
- 1982: Europameisterschaften:
  - Platz 1 im 400-Meter-Lauf (44,72 s)
  - Platz 1 mit der 4-mal-400-Meter-Staffel (3:00,51 min, zusammen mit Erwin Skamrahl, Harald Schmid und Thomas Giessing; Hartmut Weber als Schlussläufer)
- 1983: Weltmeisterschaften:
  - Platz 5 im 400-Meter-Lauf (45,49 s)
  - Platz 2 mit der 4-mal-400-Meter-Staffel (3:01,83 min, zusammen mit Erwin Skamrahl, Jörg Vaihinger und Harald Schmid; Hartmut Weber als Schlussläufer)
- 1983: Europacup
  - Platz 1 im 400-Meter-Lauf (45,39 s)